# Castagnole Piemonte
Pour les articles homonymes, voir Castagnole.
Castagnole Piemonte (en français Castagnole) est une commune italienne de la ville métropolitaine de Turin dans la région Piémont en Italie.

## Administration
| Période                                  | Période  | Identité         | Étiquette    | Qualité |
| ---------------------------------------- | -------- | ---------------- | ------------ | ------- |
| 14 juin 2004                             | En cours | Costanzo Ferrero | lista civica |         |
| Les données manquantes sont à compléter. |          |                  |              |         |

### Communes limitrophes
None, Piobesi Torinese, Scalenghe, Osasio, Virle Piemonte, Cercenasco, Carignano

## Culture et patrimoine

### Lieux et monuments
- Chartreuse de Buonluogo